# Уолтон, Питер
Пи́тер Уо́лтон (англ. Peter Walton; родился 10 октября 1959 года) — английский футбольный судья. С 2003 по 2012 год обслуживал матчи Премьер-лиги.

## Карьера
Уолтон начал судейскую карьеру в 1986 году. С 1993 года начал работать ассистентом судьи в Футбольной лиге, а с 1994 года — в Премьер-лиге.
В 1996 году Уолтон был помощником судьи на финальном матче Кубка Англии на «Уэмбли», в котором «Манчестер Юнайтед» победил «Ливерпуль».
В 1998 году Уолтон был включён в список судей Футбольной лиги и начал судить матчи в этом турнире. В 2003 году был включён в «Избранную группу судей».
25 октября 2003 года провёл свой первый матч в Премьер-лиге в качестве судьи. Это была игра между «Вулверхэмптон Уондерерс» и «Лестер Сити» на стадионе «Молинью».
В 2008 году Уолтон был назначен судьёй на матч Суперкубка Англии, в котором встретились «Манчестер Юнайтед» и «Портсмут». В этом матче он показал три жёлтые карточки.
В 2009 году Уолтон подвергся критике за решение поставить пенальти в ворота «Бирмингем Сити» в матче с «Ливерпулем», когда Давид Н’Гог симулировал нарушение правил и «нырнул» в штрафной, что подтвердили видеоповторы после матча. Однако после рассмотрения инцидента специальной комиссией Уолтон был оправдан.
В марте 2011 года, обслуживая матч между «Бирмингем Сити» и «Эвертоном» на «Гудисон Парк», Уолтон показал игроку «Бирмингема» Джордану Матчу невидимую жёлтую карточку. Зафиксировав нарушение правил, Уолтон не нашёл в своих карманах карточек, и, чтобы не останавливать встречу, показал игроку воображаемую карточку, подняв в воздух пустую руку.
Последний матч, который Уолтон отработал в Премьер-лиге, состоялся 31 марта 2012 года, когда «Эвертон» со счётом 2:0 переиграл «Вест Бромвич Альбион».

## Статистика
| Сезон   | Матчи | Всего | за игру | Всего | за игру |
| ------- | ----- | ----- | ------- | ----- | ------- |
| 1998/99 | 32    | 99    | 3,09    | 8     | 0,25    |
| 1999/00 | 31    | 86    | 2,77    | 4     | 0,13    |
| 2000/01 | 37    | 102   | 2,76    | 7     | 0,19    |
| 2001/02 | 35    | 113   | 3,23    | 13    | 0,37    |
| 2002/03 | 45    | 129   | 2,87    | 8     | 0,18    |
| 2003/04 | 31    | 64    | 2,06    | 4     | 0,13    |
| 2004/05 | 31    | 87    | 2,81    | 2     | 0,06    |
| 2005/06 | 42    | 126   | 3,00    | 6     | 0,14    |
| 2006/07 | 40    | 128   | 3,20    | 4     | 0,10    |
| 2007/08 | 41    | 123   | 3,00    | 5     | 0,12    |
| 2008/09 | 43    | 97    | 2,25    | 4     | 0,09    |
| 2009/10 | 36    | 91    | 2,53    | 6     | 0,16    |
| 2010/11 | 33    | 110   | 3,33    | 9     | 0,27    |
| 2011/12 | 22    | 68    | 3,09    | 2     | 0,09    |